# بريط فلفيتشي
بريط فلفيتشي (الاسم العلمي:Dipcadi welwitschii) هو نوع من النباتات يتبع جنس البريط من الفصيلة الهليونية.